# Louis le Maire (officer)
 Der er flere personer med dette navn, se Louis le Maire.
Abraham Louis le Maire (25. januar 1836 i København – 12. december 1913 sammesteds) var en dansk officer og kartograf, far til professor og livlæge Martin le Maire.
Han var en søn af fuldmægtig i Admiralitetet David-Chrétien le Maire (1789-1843) og Louise f. Müller (1805-1887). 17 år gammel kom han ind på Den kongelige militære Højskole, hvorfra han 1857 afgik som sekondløjtnant i artilleriet med aldersorden fra 1853, men gennemgik 1859-61 nævnte skoles stabsafdeling (han blev premierløjtnant 1860), så at han, efter at have gjort tjeneste ved de forskellige våben og ved den topografiske afdeling, i december 1863 blev ansat som adjudant ved overkommandoen og deltog som sådan i felttoget 1864. I vinteren 1864-65 var han adjudant ved 2. Generalkommando, hvorfra han overgik til den topografiske afdeling, ved hvilken han siden tilbragte hele sin tjenestetid, når undtages, at han fra 1867, da han blev kaptajn, til 1870 var kompagnichef ved 2. artilleribataljon og har haft enkelte udkommandoer, såsom i 1873 ved lejrdivisionens stab, i 1874 til Sverige for at overvære troppemanøvrer ved Jönköping, i 1880 til udlandet og i 1888 til Frankrig for at overvære manøvrer. Desuden var han fra 1876-85 lærer i tegning ved Hærens Officersskole. I 1882 udnævntes le Maire til oberstløjtnant (1888 til oberst) og chef for Generalstabens topografiske afdeling, hvilken stilling, der bragte ham i forbindelse med mange forskellige myndigheder, han udfyldte på særlig fremragende måde.
Louis le Maire blev i 1895 Frederik Johnstrups efterfølger som formand i kommissionen for Danmarks geologiske Undersøgelse og fik afsked i 1901 som karakteriseret generalmajor. Han var formand for kommissionen til sin død 1913. Under hans ledelse blev undersøgelsen systematiseret. Le Maire afgjorde, at landet skulle geologisk kortlægges i målestokken 1:100.000, og at undersøgelsens publikationer skulle udgives i tre rækker: Første række skulle omfatte beskrivelserne til geologisk kort over Danmark i 1:100.000, anden række afhandlinger om specielle videnskabelige og praktiske emner og tredje række beretninger og almenfattelige fremstillinger. I løbet at blot nogle år lykkedes det le Maire at bringe Danmarks geologiske Undersøgelse ind i det rette spor, at få dets arbejder i regelmæssig gænge og i nært samarbejde med Victor Madsen at udvide arbejdsfeltet.
Le Maire blev i 1873 udnævnt til Ridder af Dannebrog, 1883 til Dannebrogsmand, 1892 til Kommandør af 2. grad Dannebrog, fik i 1894 Fortjenstmedaljen i guld og blev 1898 Kommandør af 1. grad. Han var endvidere en af stifterne af Soldaterhjemmet i København (1882), som han også var formand for, og medlem af Efterslægtselskabets og af Det Kongelige Danske Geografiske Selskabs bestyrelser. Han var desuden formand for det af Kirke- og Undervisningsministeriet nedsatte udvalg til udarbejdelse af retskrivning af stednavne, formand for Artilleriforeningen, formand for Selskabet for Historie, Litteratur og Kunst fra 1884 og doyen  (ældste) i forstanderskabet for den franske reformerte menighed.
Han blev gift 27. maj 1865 i Næstved med Thora Vinzentine Amalie Wittusen (21. december 1843 i Næstved – 3. november 1930 i København), datter af konsul Christen Martin Wittusen (1805-1882) og Cathinca Marie Møller (ca. 1813-1890).
Han er begravet på Vestre Kirkegård.
Der findes en plakette fra 1906 og fotografier af blandt andre Frederik Riise fra 1901.